# Méthé
Dans la mythologie grecque, Méthé (en grec ancien Μέθη)  est l'esprit et la personnification de l'ivresse. Elle fait partie de la suite de Dionysos et fut mentionnée en association avec le dieu ou d'autres de ses compagnons. Méthé était la fille de Dionysos dans certains récits.
Ebrietas, personnification féminine de l’ivresse évoquée par Pline, peut être considérée comme un équivalent de Méthé dans la mythologie romaine.

## Mythologie
L'Anacreontea (en) décrit ainsi les liens mythologiques de Méthé :
« Soyons joyeux, buvons du vin et chantons Bacchus. . . grâce à lui Méthé (Ivresse) est née, la Charis (Grâce) est née, Lype (Douleur) se repose et Ania (Trouble) s'endort. »
Pausanias mentionne une peinture de Méthé buvant du vin dans le temple d'Asclépios à Épidaure , et une autre d'elle offrant du vin à Silène dans le temple de Silène à Elis (en).
Dans les Dionysiaques de Nonnos, Méthé apparaît comme l'épouse de Staphylos d'Assyrie et la mère par lui de Botrys. La famille tenait sa cour dans son palais en Assyrie. Ils reçurent Dionysos comme invité et organisèrent un banquet en son honneur. Staphylos mourut subitement le lendemain matin après la fête ; pour consoler sa femme et son fils, Dionysos nomma les grappes de raisin d'après Staphylos, l'ivresse d'après Méthé et les raisins d'après Botrys,. Plus tard, Méthé est mentionnée comme l'un des disciples de Dionysos lors de sa campagne indienne.

## Pages connexes
- Liste des divinités de la mythologie grecque